# Romanówka (województwo świętokrzyskie)
Romanówka – wieś w Polsce położona w województwie świętokrzyskim, w powiecie sandomierskim, w gminie Dwikozy.
| SIMC    | Nazwa | Rodzaj    |
| ------- | ----- | --------- |
| 0790427 | Janów | część wsi |

W latach 1975–1998 miejscowość położona była w województwie tarnobrzeskim.